# Liste des chefs de l'État belge
Pour un article plus général, voir Roi des Belges.

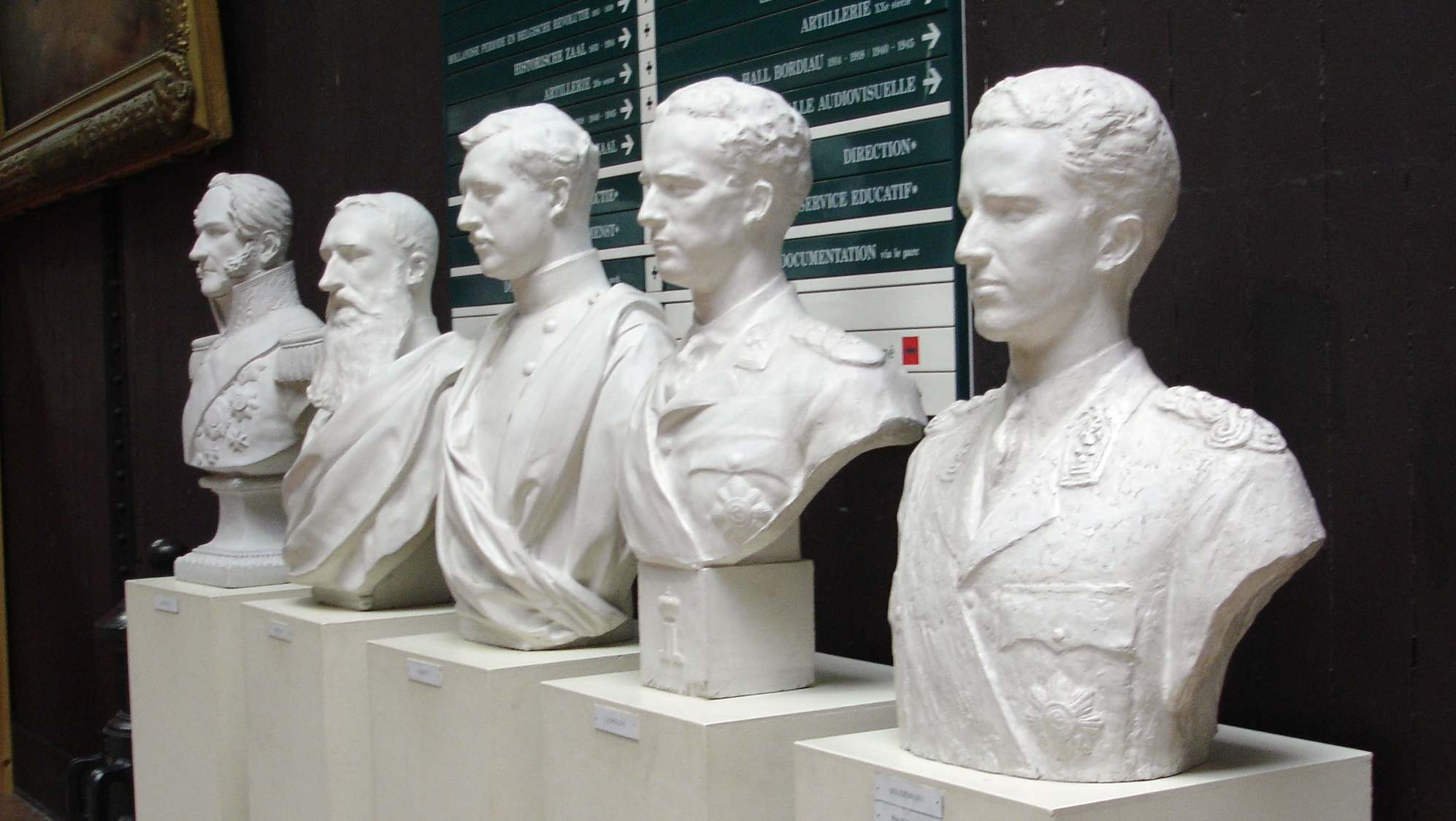
Les cinq premiers rois des Belges. De gauche à droite :,,, et Baudouin.

Depuis la création du royaume le 25 février 1831, la Belgique a connu plusieurs souverains — c'est-à-dire soit des régents soit des rois des Belges — au sommet de l'État.
Avant l'accession de la dynastie des Saxe-Cobourg-Saalfeld à la couronne belge, les Belges étaient des sujets des souverains néerlandais et appartenaient depuis la chute définitive du Premier Empire en 1815 au royaume uni des Pays-Bas de Guillaume Ier.

## Rois et régents de Belgique

### Liste des souverains belges
| Rang | Portrait                                              | Souverain                                                                                            | Période                                                               | Titres                                                          | Notes |
| ---- | ----------------------------------------------------- | --- | --------------------------------------------------------------------- | --------------------------------------------------------------- | --- |
| -    | Érasme-Louis Surlet de Chokier                        | Baron Érasme-Louis Surlet de Chokier Né le 27 novembre 1769 à Liège — Mort le 7 août 1839 à Gingelom | Régence 25 février — 21 juillet 1831 4 mois et 26 jours               | Régent du royaume                                               | Élu par le Congrès national à la tête du gouvernement provisoire de février 1831 après le refus britannique de la candidature du duc de Nemours au trône belge, Érasme-Louis Surlet de Chokier est chargé de la régence du royaume en attendant la nomination d'un candidat, qui sera nommé en juillet 1831. |
| 1    | Léopold Ier                                           | Léopold Ier Né le 16 décembre 1790 à Cobourg — Mort le 10 décembre 1865 à Laeken                     | 21 juillet 1831 — 10 décembre 1865 34 ans, 4 mois et 20 jours         | Prince de Saxe-Cobourg et Gotha                                 | Fils du duc François de Saxe-Cobourg-Saalfeld, Léopold Ier devient en 1831 le premier roi des Belges et fonde la dynastie royale de Belgique. |
| -    | Conseil des ministres                                 | Conseil des ministres                                                                                | Interrègne du 10 au 17 décembre 1865                                  | Interrègne du 10 au 17 décembre 1865                            | Interrègne du 10 au 17 décembre 1865 |
| 2    | Léopold II                                            | Léopold II Né le 9 avril 1835 à Bruxelles — Mort le 17 décembre 1909 à Laeken                        | 17 décembre 1865 — 17 décembre 1909 44 ans                            | Duc de Brabant                                                  | Second fils du précédent et de la reine Louise-Marie d'Orléans, le prince Léopold devient en 1865 le deuxième roi des Belges. Léopold II est aussi le premier et l'unique « roi du Congo ». |
| -    | Conseil des ministres                                 | Conseil des ministres                                                                                | Interrègne du 17 au 23 décembre 1909                                  | Interrègne du 17 au 23 décembre 1909                            | Interrègne du 17 au 23 décembre 1909 |
| 3    | Albert Ier                                            | Albert Ier Né le 8 avril 1875 à Bruxelles — Mort le 17 février 1934 à Marche-les-Dames               | 23 décembre 1909 — 17 février 1934 24 ans, 1 mois et 25 jours         |                                                                 | Faute de descendants mâles, la couronne de Belgique à la succession de Léopold II revient à son neveu, le prince Albert, fils de Philippe de Belgique, comte de Flandre et de la princesse Marie de Hohenzollern-Sigmaringen, qui prend le nom de règne d'Albert Ier. |
| -    | Conseil des ministres                                 | Conseil des ministres                                                                                | Interrègne du 17 au 23 février 1934                                   | Interrègne du 17 au 23 février 1934                             | Interrègne du 17 au 23 février 1934 |
| 4    | Léopold III de Belgique et son épouse Astrid de Suède | Léopold III Né le 3 novembre 1901 à Bruxelles — Mort le 25 septembre 1983 à Woluwe-Saint-Lambert     | 23 février 1934 — 16 juillet 1951 17 ans, 4 mois et 23 jours          | Duc de Brabant                                                  | Fils du précédent et d'Élisabeth de Bavière, Léopold III devient le quatrième roi des Belges à partir de 1934. Il est déclaré en incapacité de régner le 28 mai 1940 après avoir été fait prisonnier par l'occupant allemand à la suite de la Campagne des 18 jours. Après la Libération de la Belgique, son potentiel retour entraîne une crise politique majeure. Léopold III revient au pouvoir après sa victoire lors de la Consultation populaire de 1950, mais l'opposition des wallons le conduit finalement à abdiquer pour son fils Baudouin. |
| -    | Conseil des ministres                                 | Conseil des ministres                                                                                | Incapacité de régner du roi du 28 mai 1940 au 21 septembre 1944       | Incapacité de régner du roi du 28 mai 1940 au 21 septembre 1944 | Gouvernement en exil |
| -    | Charles de Belgique                                   | Charles Né le 10 octobre 1903 à Bruxelles — Mort le 1er juin 1983 à Ostende                          | Régence 21 septembre 1944 — 20 juillet 1950 5 ans, 9 mois et 29 jours | Comte de Flandre Régent du royaume                              | Fils de Albert Ier et d'Élisabeth de Bavière, Charles de Belgique exerce la régence entre la Libération de la Belgique et le retour de son frère Léopold III, d'abord retenu prisonnier en Allemagne puis en exil à Pregny-Chambésy. |
| -    | Baudouin                                              | Baudouin Né le 7 septembre 1930 à Laeken — Mort le 31 juillet 1993 à Motril (Espagne)                | Régence 11 août 1950 — 17 juillet 1951 11 mois et 6 jours             | Prince Royal                                                    | Fils de Léopold III et d'Astrid de Suède, Baudouin est désigné régent par son père vingt jours après le retour de celui-ci, à la suite de la Fusillade de Grâce-Berleur. |
| 5    | Baudouin                                              | Baudouin Né le 7 septembre 1930 à Laeken — Mort le 31 juillet 1993 à Motril (Espagne)                | 17 juillet 1951 — 31 juillet 1993 42 ans et 14 jours                  | Comte de Hainaut Duc de Brabant                                 | Baudouin devient le cinquième Roi des Belges en 1951 à la suite de l'abdication de Léopold III. Il est déclaré en incapacité de régner du 3 au 5 avril 1991 à la suite de son refus de signer la loi de l'avortement. Faute de descendants, la couronne passe à son frère le prince Albert à sa mort en 1993. |
| -    | Conseil des ministres                                 | Conseil des ministres                                                                                | Incapacité de régner du roi du 3 au 5 avril 1990                      | Incapacité de régner du roi du 3 au 5 avril 1990                | Crise de la loi de l'avortement |
| -    | Conseil des ministres                                 | Conseil des ministres                                                                                | Interrègne du 31 juillet au 9 août 1993                               | Interrègne du 31 juillet au 9 août 1993                         | Interrègne du 31 juillet au 9 août 1993 |
| 6    | Albert II                                             | Albert II Né le 6 juin 1934 à Laeken                                                                 | 9 août 1993 — 21 juillet 2013 19 ans, 11 mois et 12 jours             | Prince de Liège                                                 | Frère du précédent, Albert II, sixième roi des Belges, accède au trône en 1993. Il est le second de l'histoire du royaume de Belgique à annoncer son abdication, le 3 juillet 2013. C'est son fils, le prince Philippe, duc de Brabant, qui lui succède le 21 juillet 2013. |
| 7    | Philippe                                              | Philippe Né le 15 avril 1960 à Laeken                                                                | Depuis le 21 juillet 2013 11 ans, 11 mois et 27 jours                 | Duc de Brabant                                                  | Fils du précédent et de Paola Ruffo di Calabria, le prince Philippe devient roi le jour de la fête nationale belge en 2013. |

## Généalogie
- Léopold Ier de Belgique (1790-1865), roi des Belges 
  -   Léopold II de Belgique (1835-1909), roi des Belges 
  -  Philippe de Belgique (1837-1905), comte de Flandre
    -   Albert Ier de Belgique (1875-1934), roi des Belges 
      -   Léopold III de Belgique (1901-1983), roi des Belges 
        -   Baudouin de Belgique (1930-1993), roi des Belges 
        -  Albert II de Belgique (1934), roi des Belges
          -  Philippe de Belgique (1960), roi des Belges